# 花鏡 (Jeeptaのアルバム)
『花鏡』（かきょう）は、Jeeptaの4枚目のオリジナルアルバム。2013年1月9日に発売。

## 概要
タワーレコードのみの販売で数枚限定で発売した。

## 批評
LIVELの佐々は「1曲ごとにイントロからアピールしてくる彼らの持ち味であるクセと色気のある歌とギター、力強いベースとドラム。時に荒々しく、時に繊細に、彼らの今の思いや今後への決意も垣間見られるような、もがきながらも自らの足で前に進んでいく、聴く人の背中を押すような歌詞が並び、独特の世界観に飲みこまれつつも、ふつふつと力がみなぎってくる」と評した。

## 収録曲
1. 最終兵器
2. Mr.Anandamide
3. やれやれ
4. 僻さんざめく
5. ハングリー
6. ルカ
7. dress
8. 我が日々の遺産
9. 「最終兵器」2012.6.30 Live at 2nd LINE